# Diplazon contiguus
Diplazon contiguus är en stekelart som först beskrevs av Schiodte 1839.  Diplazon contiguus ingår i släktet Diplazon och familjen brokparasitsteklar. Inga underarter finns listade i Catalogue of Life.